# Johanna Franziska von Chantal
| Johanna Franziska von Chantal | Johanna Franziska von Chantal             |
| --- | ----------------------------------------- |
| Gemälde der heiligen Johanna Franziska von Chantal von Michael Fuchs, Provinzialat der Oblaten des hl. Franz von Sales in Wien, Kaasgraben |                                           |
| Ordensgründerin |                                           |
| Geburt | 23. Januar 1572, Dijon, Frankreich        |
| Tod | 13. Dezember 1641 in Moulins, Frankreich  |
| Seligsprechung | 21. August 1751 durch Papst Benedikt XIV. |
| Heiligsprechung | 16. Juli 1767 durch Papst Clemens XIII.   |
| Begräbnisstätte | Annecy                                    |
| Gedenktag | 12. August                                |
| Attribute | Herz, Kreuz, Nonnenkleid                  |
| Patronate | Für eine glückliche Entbindung            |
| „Wir müssen voll auf Gott vertrauen, der uns niemals im Stich lässt.“ Johanna Franziska von Chantal                                        |                                           |

Johanna Franziska Frémyot von Chantal (Jeanne Françoise Frémyot de Chantal) (* 23. Januar 1572 in Dijon; † 13. Dezember 1641 in Moulins) war die Ehefrau von Christophe Rabutin de Chantal, Mutter von sechs Kindern, geistliche Freundin des heiligen Franz von Sales und Mitbegründerin der Schwestern von der Heimsuchung Mariens (Salesianerinnen). Sie ist eine Heilige der katholischen Kirche, die Großmutter der Schriftstellerin Marie de Rabutin-Chantal, Marquise de Sévigné und Schwester von André Frémyot, dem Erzbischof von Bourges.

## Leben

Porträt von Johanna Franziska Frémyot von Chantal im Alter von etwa 30 Jahren

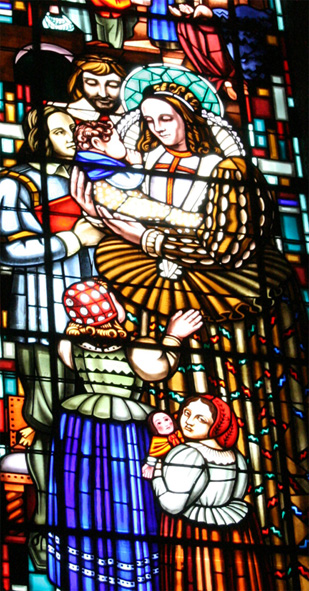
Johanna Franziska von Chantal mit Ehemann Christoph und ihren Kindern Celsus-Benignus, Marie-Aimée, Françoise und Charlotte – Ausschnitt aus einem Glasfenster in der Basilika von Annecy, Frankreich

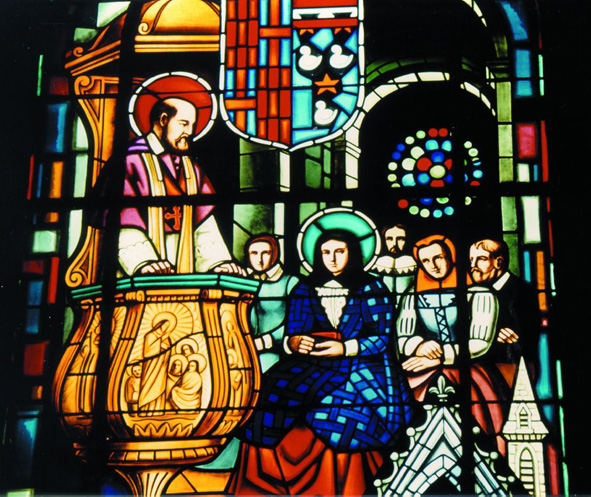
Franz von Sales begegnet Johanna Franziska von Chantal – Ausschnitt aus dem Glasfenster in der Basilika von Annecy, Frankreich

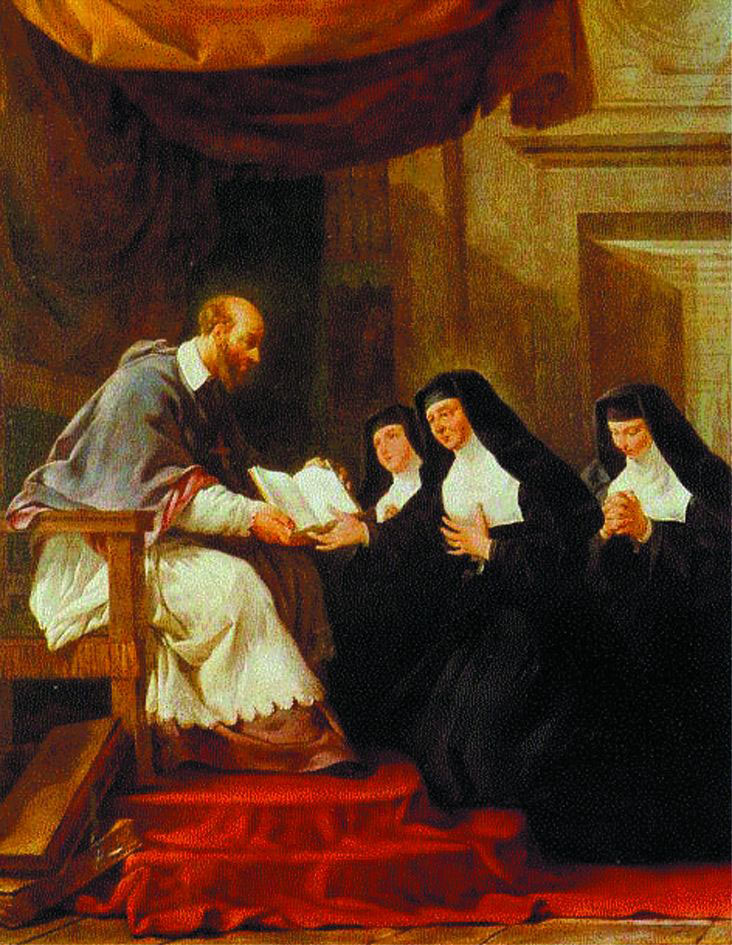
1610: Franz von Sales übergibt den Schwestern der Heimsuchung Mariens ihre Ordensregeln

Reliquienschrein der hl. Johanna Franziska von Chantal in der Basilika von Annecy, Frankreich

### Kindheit und Ehejahre
Johanna Franziska Frémyot wurde am 23. Januar 1572 als zweite Tochter des burgundischen Parlamentspräsidenten Bénigne Frémyot und seiner Frau Marguerite de Berbisey in Dijon geboren. Bei der Geburt ihres Bruders Andreas starb die Mutter. Da der Vater für die Erziehung der Kinder aufgrund seiner Tätigkeit als Parlamentspräsident wenig Zeit hatte, wurden die Kinder zunächst in die Obhut einer Tante, dann in jene Familie in Poitou gegeben, in die die ältere Schwester Marguerite heiratete.
Für die damalige Zeit sehr spät, nämlich erst im Alter von 20 Jahren, heiratete Johanna Franziska am 29. Dezember 1592 den Baron Christoph von Rabutin-Chantal und zog auf dessen Schloss Bourbilly. Ihre ersten beiden Kinder starben gleich nach der Geburt, vier weitere jedoch überlebten: 1596 wurde Celsus-Benignus geboren, 1598 Marie-Aimée, 1599 Franziska und 1601 Charlotte.
Einige Monate nach der Geburt der jüngsten Tochter Charlotte kam es im Oktober 1601 zu einem tragischen Jagdunfall. Aus dem Gewehr seines besten Freundes Louis d’Anlezy löste sich ein Schuss und traf Christoph von Chantal tödlich. Der Schwiegervater Guy von Chantal übernahm hierauf die Vormundschaft für die Kinder und forderte Johanna Franziska auf, sich auch um die Verwaltung seines Schlosses in Monthelon (Saône-et-Loire) zu kümmern, wenn sie nicht wolle, dass ihre Kinder enterbt würden. Johanna Franziska suchte Rat und Hilfe bei einem Priester, der sie jedoch nicht ernst nahm und sie durch strenge Bußübungen noch mehr belastete. In dieser Situation traf sie auf Franz von Sales, Fürstbischof von Genf, mit Sitz in Annecy.

### Begegnung mit Franz von Sales und geistliche Freundschaft
Am 5. März 1604 hörte Johanna Franziska von Chantal eine Fastenpredigt des Genfer Fürstbischofs in der Sainte-Chapelle in ihrer Heimatstadt Dijon, die ihr weiteres Leben grundlegend verändern sollte. Franz von Sales war der Einladung ihres Bruders André Frémyot, der mittlerweile Erzbischof von Bourges geworden war, gefolgt. Ihm fiel sofort die Witwe auf, die aufmerksam seiner Predigt zuhörte. Im Anschluss an die Predigt begegnete er ihr bei einem Empfang des Erzbischofs. In weiteren Treffen während der Wochen der Fastenzeit erzählte Johanna Franziska auch von ihrem Leid. Sie erlebte in Franz von Sales erstmals einen Menschen, der sie in ihren Sorgen ernst nahm und ihr verständnisvoll zuhörte. Es tat ihr so gut, dass sie Franz von Sales bat, er möge auch in Zukunft ihr geistlicher Ratgeber und Begleiter sein. In dem ersten Brief, den Franz von Sales an Johanna Franziska schrieb, meinte dieser: „Gott, so scheint mir, hat mich Ihnen gegeben; dies wird mir mit jeder Stunde mehr zur Gewissheit.“
Im Laufe der folgenden Jahre entwickelte sich zwischen Johanna Franziska von Chantal und Franz von Sales eine in der Kirchengeschichte einzigartige geistliche Freundschaft. In etwa 350 Briefen, von denen leider von Johanna Franziska nur noch sehr wenige erhalten sind, weil sie diese nach dem Tod des Franz von Sales verbrannte, ist dokumentiert, wie sich zwei Menschen, in tiefer Freundschaft verbunden, gegenseitig halfen, den Weg zur Heiligkeit zu finden.
Was Johanna Franziska dabei besonders gut tat, war der Geist der Freiheit, den Franz von Sales gleichsam als Überschrift über ihren gemeinsamen geistlichen Weg stellte. Im Gegensatz zu ihrem früheren Beichtvater wurde sie von Franz von Sales zu keiner Gebetsübung gezwungen, sondern im Gegenteil, er schrieb ihr: „Dies soll die Grundregel unseres Gehorsams sein: Alles aus Liebe tun und nichts aus Zwang! Mehr den Gehorsam lieben, als den Ungehorsam fürchten.“

### Wunsch nach einem Leben im Kloster
Seit dem Tod ihres Ehemannes Christoph gab es immer wieder Versuche, die Baronin erneut zu verheiraten. Johanna Franziska selbst jedoch fühlte sich mehr und mehr zu einem ehelosen Leben in einem Kloster hingezogen. Sie schrieb davon auch Franz von Sales. Dieser jedoch meinte, dass dies derzeit nicht ihre Aufgabe sei. Ihr Platz als Christin sei es, als Witwe für ihre Kinder zu sorgen und die beiden Schlösser gut zu verwalten.
Ostern 1607 begannen jedoch beide auch über eine mögliche neue Ordensgemeinschaft von Frauen nachzudenken, die einerseits Gott im Gebet dienen, andererseits aber hinaus auf die Straße gehen, um dort den Armen und Kranken beizustehen. Johanna Franziska war von diesem Plan begeistert, wusste jedoch auch, dass dies alles nur dann zu verwirklichen sei, wenn ihre Kinder versorgt und der Schwiegervater dafür seine Zustimmung gebe.
1608 wurde Marie-Aimée, die älteste Tochter Johanna Franziskas, mit Bernhard von Sales, einem Bruder von Franz von Sales, verheiratet. Außerdem wurde entschieden, dass ihr Sohn Celsus-Benignus in den Dienst des französischen Königshofes treten werde. So blieben nur noch die beiden Töchter Françoise und Charlotte unversorgt. Nach einigem Überlegen beschlossen Franz von Sales und Johanna Franziska, dass sie nach Zustimmung des Schwiegervaters zusammen mit ihren beiden Kindern nach Annecy übersiedeln solle, damit sie dort konkret mit der Gründung der Ordensgemeinschaft beginnen können.
Ende Januar 1610 erkrankte die neunjährige Tochter Charlotte schwer. Wenige Tage später war sie tot. Im April 1610 verließ Johanna Franziska zusammen mit ihrer Tochter Françoise ihre burgundische Heimat und zog nach Annecy.

### Gründung der Heimsuchung
Am 6. Juni 1610 gründete Johanna Franziska von Chantal zusammen mit Franz von Sales in Annecy den Orden der Schwestern „Von der Heimsuchung Mariens“ („l’Ordre de la Visitation Beatae Mariae Virginis“ = OVM), im deutschen Sprachraum auch Salesianerinnen oder Visitantinnen genannt. Die Kongregation widmete sich zunächst der Pflege der Armen und Kranken. 1615 jedoch teilte man Franz von Sales und Johanna Franziska von Chantal mit, dass sie die strenge Klausur einführen müssten, wenn sie für ihre neue Ordensgemeinschaft die volle kirchenrechtliche Anerkennung erhalten wollten. Schweren Herzens entschlossen sich die beiden Ordensgründer, die Ordensregeln zu ändern. Am 23. April 1618 erteilte Papst Paul V. dem Orden der Heimsuchung Mariens, in seiner veränderten Form, die päpstliche Anerkennung. Bereits nach wenigen Jahren war der Orden in ganz Frankreich verbreitet.

### Tod des Franz von Sales
1617 verlor Johanna Franziska von Chantal ein weiteres Kind. Ihre älteste Tochter Marie-Aimée starb bei der Geburt ihres ersten Kindes. Johanna Franziska führte bei ihrer Enkelin die Nottaufe durch, bevor auch das Neugeborene starb.
Am 28. Dezember 1622 musste sie dann den Tod ihres geistlichen Begleiters und Ratgebers Franz von Sales verkraften. Dieser Verlust traf sie so schwer, dass sie bis zum Ende ihres Lebens darunter litt.

### Die letzten Lebensjahre
Nach dem Tod des Franz von Sales widmete sich Johanna Franziska vor allem dem Ausbau und der Weiterentwicklung ihrer Ordensgemeinschaft.
Außerdem begann sie den schriftlichen Nachlass des Franz von Sales zu sichten, vor allem seine Briefe, seine Predigten und die geistlichen Gespräche, die dieser mit den Schwestern der Heimsuchung geführt hatte. Sie war nicht nur die erste Herausgeberin der Werke des Franz von Sales, sondern beteiligte sich auch aktiv daran, dass der Seligsprechungsprozess für Franz von Sales so rasch als möglich eröffnet wurde. Dies geschah 1627.
1629 brach in Annecy und Umgebung die Pest aus. Johanna Franziska weigerte sich, deshalb die Stadt zu verlassen, sondern widmete sich aufopferungsvoll den Pestkranken und Sterbenden.
1632 war sie anwesend, als im Zuge seines Seligsprechungsprozesses der Sarg des Franz von Sales geöffnet und die Unversehrtheit des Leichnams festgestellt wurde. Johanna Franziska bat darum, dass man ihr die Hand des Franz von Sales auf den Kopf lege, damit dieser sie für ihre letzten Lebensjahre segnen möge.
Während einer Visitationsreise im Jahr 1641 erkrankte Johanna Franziska im Kloster von Moulins an Lungenentzündung, verbunden mit einer Rippenfellentzündung, und starb am 13. Dezember des gleichen Jahres. Ihre letzten Worte waren: „Ja, mein Vater, ich komme. Jesus, Jesus, Jesus.“
Während ihres Lebens hatte sie insgesamt 87 Klöster der Heimsuchung gegründet.
Ihr Leichnam wurde in das Mutterhaus des Ordens nach Annecy überführt und dort in der Kirche des Heimsuchungsklosters neben Franz von Sales beigesetzt. Heute ruhen ihre Gebeine neben denen des heiligen Franz von Sales in der Anfang des 20. Jahrhunderts neu errichteten Basilika des Heimsuchungsklosters in Annecy.

## Gedenktag
- Katholisch: 12. August (Nichtgebotener Gedenktag im Allgemeinen Römischen Kalender)
  - Bis zur Kalenderreform 1970 war ihr liturgischer Gedenktag am 21. August, dem Tag ihrer Seligsprechung und Geburtstag (und Tauftag?) ihres Mentors Franz von Sales.
  - Bis 2002 war der Gedenktag am 12. Dezember, einen Tag vor ihrem Sterbetag, der sonst üblichen Wahl für einen Heiligengedenktag (in diesem Fall von alters her das Fest der hl. Lucia von Syrakus.) Dies wurde wegen des Gedenktags U. L. F. von Guadalupe wieder verschoben, wobei der 21. August mittlerweile vom Fest des hl. Papstes Pius X. belegt war (der näher an seinen Sterbetag, den 20. August, Fest des hl. Bernhard von Clairvaux, herangezogen worden war).

## Heiligsprechung und Patronate
Johanna Franziska von Chantal wurde am 21. August 1751 von Papst Benedikt XIV. seliggesprochen; Papst Clemens XIII. sprach sie am 16. Juli 1767 heilig. Sie gilt als Patronin für eine glückliche Entbindung. Nach ihrem Tod wurde ihr Familienname Chantal auch als Vorname gebräuchlich.

## Bildergalerie
- Bildergalerie über Johanna Franziska von Chantal

## Musical
Das Musical „Die Baronin“ erzählt das Leben der heiligen Johanna Franziska von Chantal. Die Musik wurde von Francis Care komponiert, der Text stammt von Herbert Winklehner und Nicola Bamberger. Weitere Informationen findet man auf der Internetseite www.musical-diebaronin.de.